# Chivu Stoica
Chivu Stoica (8 d'agost 1908 - 18 de febrer de 1975) fou un polític romanès i un dels destacats líders del Partit Comunista Romanès, així com primer ministre i president de la República Socialista de Romania entre els anys 1965 i 1967.
Stoica naixia a Smeeni, una població de la província de Buzău, essent el sisè fill d'una familia camperola. A l'edat 12 anys deixava la llar familiar i començava a treballar com a aprenent als ferrocarrils romanesos (en romanès Căile Ferate Române). L'any 1921 s'establia a Bucarest, on treballava com a calderer a les empreses Vulcan, Lemaitre i Malaxa. Allà coneixia Gheorghe Vasilichi, que el va reclutar pel Partit Comunista Romanès.
La primavera de l'any 1931, Stoica passava a treballar en els tallers del Ferrocarril a Griviţa, on coneixia Gheorghe Gheorghiu-Dej, Vasile Luca, i Constantin Doncea va organitzar juntament amb ells una vaga. El 20 d'agost del 1934, era detingut i posteriorment condemnat a quinze anys de presó pel seu paper en la vaga general de l'any 1933. A la presó de Târgu Jiu, era un dels comunistes empresonats més propers a Gheorghiu-Dej, que segons alguns autors podria haver volgut que Stoica fos el seu successor com a secretari general del PCR.
Fou membre del Comitè Central i del Politburó del PCR entre els anys 1945 i 1975, essent primer ministre de Romania entre 1955 i 1961 i de president de la República Popular de Romania entre els anys 1965 i 1967.
En els anys posteriors al nomenament de Nicolae Ceauşescu l'any 1967 com a president romanès, Stoica era apartat del poder a favor d'aquest i la seva muller Elena. Va morir al febrer de l'any 1975 a conseqüència d'una ferida que es va fer al cap quan estava de cacera als voltants de Bucarest, tot i que es va rumorejar que havia estat un suïcidi, i que els dubtes al respecte romanen avui en dia.